# Salomón Rondón
José Salomón Rondón Giménez (Caracas, 16 de setembro de 1989) é um futebolista venezuelano que atua como centroavante. Atualmente joga no Real Oviedo, emprestado pelo Pachuca.

## Carreira

### Aragua
Rondón nasceu nas categorias de base do Aragua, Rondón fez sua estreia no Campeonato Venezuelano em 8 de outubro de 2006, em uma derrota por 1–3 para o Carabobo. Em 8 de abril de 2007, ele marcou seus dois primeiros gols na carreira no empate em 2 a 2 contra o Caracas.
Nas duas temporadas seguintes disputou um total de 58 partidas, marcou 18 gols e conquistou a Copa da Venezuela de 2007 com sua equipe.

### Las Palmas
Na temporada 2008/09, Rondón mudou-se para a Segunda Divisão Espanhola para o Las Palmas. Aqui Rondón estreou na temporada 2009/10 com dez gols nesta temporada. Como o mais jovem artilheiro estrangeiro da história do clube, o então jovem de 20 anos atraiu o interesse de alguns clubes da primeira divisão após o final da temporada.

### Málaga
Em 19 de julho de 2010, foi confirmada a transferência de Rondón para o Málaga, por 3,5 milhões de euros, com cláusula de rescisão de 20 milhões. Rondón estreou em 28 de agosto de 2010 contra o Valencia no Estádio La Rosaleda. No dia 19 de setembro, Rondón fez seu primeiro gol da derrota do Málaga para o Sevilla por 2 a 1.
Em seu primeiro ano na primeira divisão da Espanha, ele marcou 14 gols em 30 partidas.

### Rubin Kazan
Em 5 de agosto de 2012, Rondón assinou contrato de quatro anos com o Rubin Kazan por aproximadamente 10 milhões de euros, time da região da Tartária, no sul da Rússia, tornando-se assim o venezuelano a disputar o Campeonato Russo. Ele fez sua estreia pelo time em 12 de agosto na vitória por 2 a 0 sobre o Dínamo de Moscou, marcou seu primeiro gol em 1º de setembro na derrota por 1 a 2 para o Terek Grozny.

### Zenit

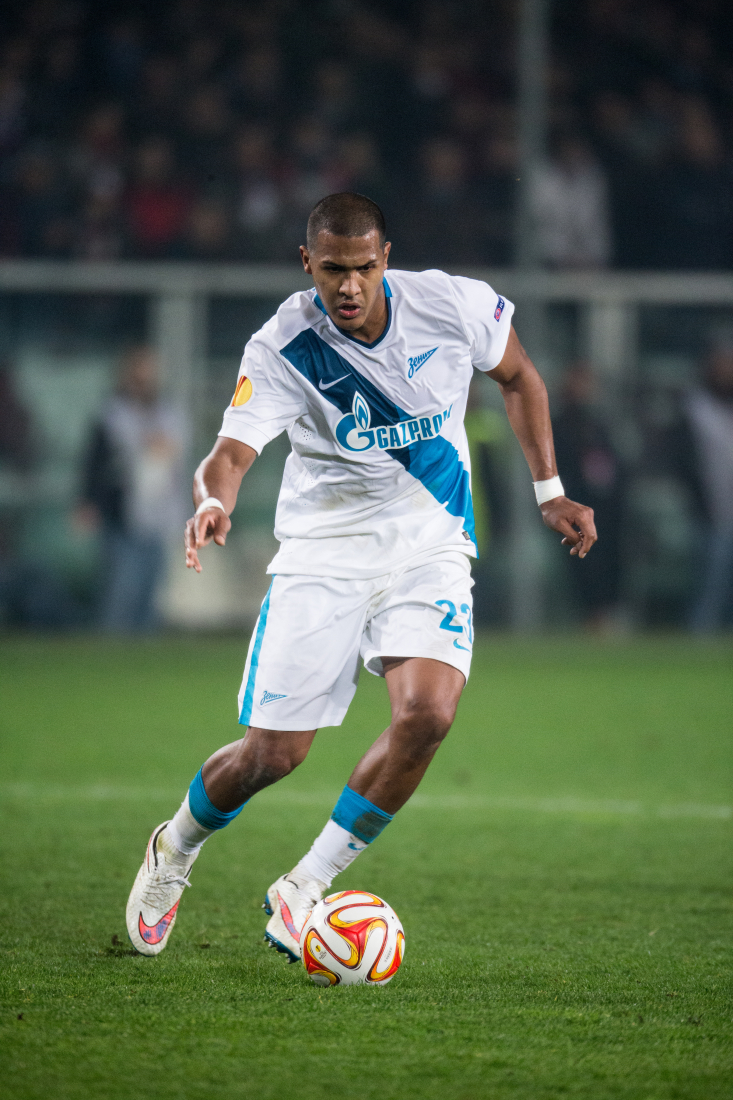
Salomón Rondón em jogo pelo Zenit contra o Torino pela Liga Europa.

Em 30 de janeiro de 2014, foi confirmada a chegada de Salomón Rondón ao Zenit por um valor de € 18 milhões. Depois de disputar vários jogos da pré-temporada, onde marcou três gols, sua estreia oficial pelo Zenit aconteceu no jogo de ida das oitavas de final da Liga dos Campeões da UEFA, contra o Borussia Dortmund.
O Zenit na temporada 2014-15 foi proclamado campeão da Premier League Russa pela quarta vez em sua história. Rondón disputou 26 partidas e marcou 12 gols, sendo o segundo artilheiro do campeonato depois de seu companheiro de equipe Hulk.

### West Bromwich
Em 10 de agosto de 2015, ele se transferiu para o West Bromwich por uma taxa de transferência de 12 milhões de euros, a segunda na história do clube, em um contrato de quatro anos. Ele se tornou o segundo jogador venezuelano na história da Premier League depois de Fernando Amorebieta. Ele fez sua estreia na Premier League cinco dias depois, substituindo Craig Gardner aos 62 minutos de um eventual empate fora de casa por 0-0 contra o Watford. Ele seu primeiro contra o Stoke City em 29 de agosto.

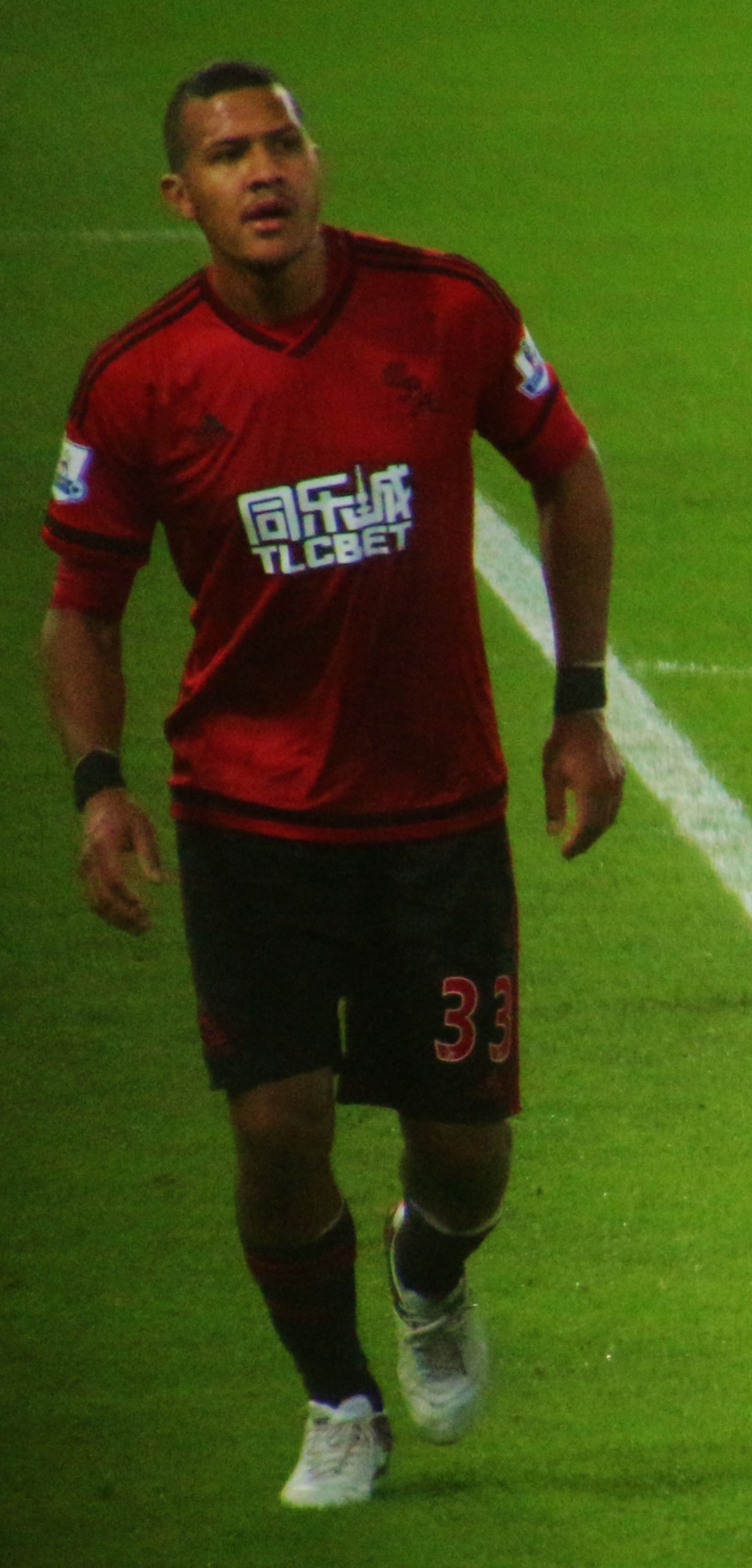
Rondón jogando pelo West Bromwich em 2017.

### Newcastle
Em 6 de agosto de 2018, ele se mudou para o Newcastle por empréstimo por uma temporada. Ele fez sua estreia cinco dias depois, em uma derrota em casa por 2–1 contra o Tottenham no primeiro dia da temporada. Seu primeiro gol pelos Magpies veio na partida da segunda rodada da Copa da Liga, disputada em 29 de agosto de 2018 contra o Nottingham Forest.

### Dalian Yifang
Em 19 de julho de 2019, transferiu-se para o Dalian Yifang da Superliga Chinesa a convite de Rafael Benitez, seu ex-treinador no Newcastle.

### CSKA
Em 15 de fevereiro de 2021, Rondón foi emprestado ao CSKA Moscou da Rússia, por uma taxa de 5 milhões de euros até o final da temporada. Em sua primeira partida na CSKA Arena, Rondón marcou seu primeiro gol com o Moscou e também deu uma assistência, méritos que o levaram a ser eleito o melhor jogador da partida.
Rondón encerrou sua passagem pelo CSKA se tornando um dos jogadores mais valiosos da competição russa após participar de 37,5% dos gols da equipe desde sua chegada com 4 gols e 2 assistências dos 16 gols da equipe na temporada.

### Everton
Em 31 de agosto de 2021, no último dia da janela de transferências, o Everton da Inglaterra, anunciou a contratação de Salomón Rondón, que fechou contrato válido por dois anos, com opção de renovação por mais um.
No final de 2022, Salomón Rondón rescindiu o contrato, tornando-se agente livre, e enfrentou um novo ciclo graças ao interesse que despertou nas seleções europeias após marcar 7 gols em 12 jogos durante o ano com sua equipe. Ele deixou o Everton com 31 jogos e 12 gols.

### River Plate
Em 30 de janeiro de 2023, o River Plate anunciou oficialmente a contratação de Rondón.

## Estatísticas

### Clube
Atualizado em 18 de dezembro de 2013
| Clube             | Temporada         | Nacional | Nacional | Copas | Copas | Continental | Continental | Total | Total |
| Clube             | Temporada         | Jogos    | Gols     | Jogos | Gols  | Jogos       | Gols        | Jogos | Gols  |
| ----------------- | ----------------- | -------- | -------- | ----- | ----- | ----------- | ----------- | ----- | ----- |
| Aragua            | 2006–07           | 21       | 7        | 0     | 0     | –           | –           | 21    | 7     |
| Aragua            | 2007–08           | 28       | 8        | 9     | 3     | –           | –           | 37    | 11    |
| Aragua            | Total             | 49       | 15       | 9     | 3     | –           | –           | 58    | 18    |
| Las Palmas        | 2008–09           | 10       | 0        | 0     | 0     | —           | —           | 10    | 0     |
| Las Palmas        | 2009–10           | 36       | 12       | 1     | 2     | —           | —           | 37    | 14    |
| Las Palmas        | Total             | 46       | 12       | 1     | 2     | —           | —           | 47    | 14    |
| Málaga            | 2010–11           | 30       | 14       | 2     | 2     | —           | —           | 32    | 16    |
| Málaga            | 2011–12           | 37       | 11       | 3     | 0     | —           | —           | 40    | 11    |
| Málaga            | Total             | 67       | 25       | 5     | 2     | —           | —           | 72    | 27    |
| Rubin Kazan       | 2012–13           | 25       | 7        | 0     | 0     | 12          | 5           | 37    | 12    |
| Rubin Kazan       | 2013–14           | 10       | 6        | 0     | 0     | 8           | 6           | 17    | 12    |
| Rubin Kazan       | Total             | 35       | 11       | 0     | 0     | 19          | 10          | 54    | 24    |
| Total da carreira | Total da carreira | 193      | 64       | 15    | 7     | 19          | 10          | 231   | 81    |

## Títulos
Aragua
- Copa Venezuela: 2007

River Plate
- Campeonato Argentino: 2023

Pachuca
- Copa dos Campeões da CONCACAF: 2024
- Dérbi das Américas da FIFA: 2024
- Copa Challenger da FIFA: 2024

### Prêmios individuais
- Seleção Ideal da Copa América pela IFFHS: 2024[20]

### Artilharias
- Copa dos Campeões da CONCACAF de 2024: (9 gols)
- Dérbi das Américas da FIFA de 2024: (1 gol)